# Chan Pond
Chan Pond ist ein kleiner Ort nahe der Grenze zu Guatemala im Westen des Orange Walk Districts von Belize.

## Geografie
Der Ort liegt zwischen den Siedlungen Corozal, Burnt Ground, Ramonal und Rejolla, ziemlich abgelegen im Westen des Landes auf ca. 246 m Höhe.

## Klima
Nach dem Köppen-Geiger-System zeichnet sich Chan Pond durch ein tropisches Klima mit der Kurzbezeichnung Am aus.